# 레이시온
레이시온 테크놀로지스(영어: Raytheon Technologies Corporation)는 1922년에 설립된 미국의 대표적인 군수업체이다. 매사추세츠주 월텀에 본사가 있다. 주로 미사일이나 레이더 등을 생산하며 주력 생산품은 BGM-109 토마호크 함대지 미사일, AGM-65 매버릭 공대지유도탄, MIM-104 패트리어트 지대공 미사일, AIM-9 사이드와인더 공대공유도탄 등이다. 레이시온은 현재 유나이티드 테크놀로지스와 합병하여 레이시온 테크놀로지스로 사명을 변경하였다.

## 같이 보기
- 항공제조업체 목록